# Ilie Gropșianu
Ilie Gropșianu (n. 24 iunie 1889, Sasca Montană – d. 3 decembrie 1965, Sasca Montană) a fost delegat titular al Cercului electoral Sasca Montană la Marea Adunare Națională de la Alba-Iulia din 1 decembrie 1918.

## Biografie
A fost avocat la Sasca Montană, unde a deschis la 16 noiembrie 1918, adunarea românilor care a hotărât formarea Consiliului Național Român (președinte Ilie Gropșianu) și a Gărzii Naționale. A publicat numeroase studii și articole în Analele Banatului.